# Santi Comesaña
Santiago ("Santi") Comesaña Veiga (Vigo, 5 oktober 1996) is een Spaans voetballer die doorgaans speelt als middenvelder. In juli 2023 verruilde hij Rayo Vallecano voor Villarreal.

## Clubcarrière
Comesaña speelde in de jeugd van Val Miñor en brak door bij Coruxo in de Segunda División B. Na acht doelpunten in zevenendertig wedstrijden verkaste de middenvelder in de zomer van 2016 naar Rayo Vallecano, waar hij zijn handtekening zette onder een verbintenis voor de duur van vier seizoenen. Zijn debuut bij Vallecano maakte hij op 28 augustus 2016, toen met 0–0 gelijkgespeeld werd tegen Real Valladolid. Van coach José Ramón Sandoval mocht hij na zesenzestig minuten invallen voor Adri Embarba. Comesaña maakte zijn eerste competitiedoelpunt op 1 april 2017, op bezoek bij Girona. Na tien minuten opende hij de score. Namens Vallecano scoorden ook Roberto Trashorras en Javi Guerra en de tegentreffer was van Pedro Alcalá.
De middenvelder verlengde in oktober 2017 zijn verbintenis met drie seizoenen tot medio 2023. Aan het einde van het seizoen 2017/18 werd Rayo Vallecano kampioen, waardoor het promoveerde naar de Primera División. Na een jaar degradeerde Vallecano weer, waarna het in de zomer van 2021 terugkeerde op het hoogste niveau. In de zomer van 2023 verkaste Comesaña transfervrij naar Villarreal, waar hij zijn handtekening zette onder een verbintenis voor de duur van vier seizoenen. Dit contract werd in februari 2025 opengebroken en met een jaar verlengd.

## Clubstatistieken
| Seizoen | Club           | Competitie         | Competitie | Competitie | Beker | Beker | Internationaal | Internationaal | Totaal | Totaal |
| Seizoen | Club           | Competitie         | Wed.       | Dlp.       | Wed.  | Dlp.  | Wed.           | Dlp.           | Wed.   | Dlp.   |
| ------- | -------------- | ------------------ | ---------- | ---------- | ----- | ----- | -------------- | -------------- | ------ | ------ |
| 2015/16 | Coruxo         | Segunda División B | 37         | 8          | 0     | 0     | —              | —              | 37     | 8      |
| 2016/17 | Rayo Vallecano | Segunda División A | 17         | 2          | 1     | 0     | —              | —              | 18     | 2      |
| 2017/18 | Rayo Vallecano | Segunda División A | 33         | 2          | 0     | 0     | —              | —              | 33     | 2      |
| 2018/19 | Rayo Vallecano | Primera División   | 25         | 1          | 0     | 0     | —              | —              | 25     | 1      |
| 2019/20 | Rayo Vallecano | Segunda División A | 21         | 1          | 0     | 0     | —              | —              | 21     | 1      |
| 2020/21 | Rayo Vallecano | Segunda División A | 39         | 3          | 4     | 0     | —              | —              | 43     | 3      |
| 2021/22 | Rayo Vallecano | Primera División   | 35         | 1          | 6     | 0     | —              | —              | 41     | 1      |
| 2022/23 | Rayo Vallecano | Primera División   | 35         | 3          | 3     | 0     | —              | —              | 38     | 3      |
| 2023/24 | Villarreal     | Primera División   | 27         | 2          | 3     | 0     | 7              | 1              | 37     | 3      |
| 2024/25 | Villarreal     | Primera División   | 21         | 3          | 2     | 0     | —              | —              | 23     | 3      |
| Totaal  | Totaal         | Totaal             | 290        | 26         | 19    | 0     | 7              | 1              | 316    | 27     |

Bijgewerkt op 13 februari 2025.

## Erelijst
| Segunda División A | 1 | 2017/18 |